# 올레 라스무센
올레 보 라스무센(덴마크어: Ole Bo Rasmussen, 1952년 3월 19일 ~ )은 덴마크의 전직 프로 축구 선수로, 현역 시절 좌측 수비수였고, 독일의 헤르타 베를린에서 프로 선수로 활약했다. 그는 덴마크 국가대표팀 경기에도 41번 출전해 유로 1984에서 자국을 대표로 참가했다.

## 클럽 경력
홀메-올스트루프 출신인 라스무센은 네스트베드에서 성인 무대 신고식을 치렀다. 그는 1975년 9월에 덴마크 국가대표팀 첫 경기를 치른 후 해외 무대로 진출해 분데스리가의 헤르타 베를린에서 프로 선수로 활약했다. 그는 1976년 1월에 쾰른 원정에서 헤르타 첫 경기를 치렀고, 5년을 베를린과 동행하며 DFB-포칼 결승전에 2번 올랐고, 1977-78 시즌에는 쿠노 클뢰처 감독의 지도 하에 리그 3위를 기록했다. 헤르타가 1980년에 2. 분데스리가로 강등되면서, 라스무센은 덴마크 무대로 복귀해 OB에 입단했다. 그는 오덴세에서 1년을 보내고 1981년 겨울에 헤르타로 복귀해 1982년에 분데스리가 승격을 이룩했다.
헤르타는 1982-83 시즌을 끝으로 다시 강등당했고, 라스무센은 2. 분데스리가의 구단에 잔류했다. 유로 1984 종료 후, 그는 덴마크 무대로 복귀해 네스트베드에서 은퇴했다.

## 국가대표팀 경력
라스무센은 유로 1984에서 덴마크를 대표로 참가했고, 준결승전까지 진출하면서 덴마크가 출전한 4번의 경기 중 2번의 경기에 출전했다. 그는 1984년 9월에 덴마크 국가대표팀 경기를 1번 더 뛰어 덴마크 국가대표팀에서 총 41번 출전했다.

## 은퇴 후
현역 은퇴 후, 라스무센은 고향 홀메-올스트루프의 감자 농부가 되었다. 2021년, 그는 발트 파이프 천연가스 관 공사에서 본래 합의를 본 것보다 더 많은 농지를 침범한 것에 공개적으로 비판했다.